# Karl von Spreti
Karl Borromäus Maria Heinrich Graf von Spreti (Kapfing, 21 mei 1907 – San Pedro Ayampuc, 5 april 1970) was een Duits diplomaat.
Als ambassadeur voor West-Duitsland in Guatemala werd von Spreti op 31 maart 1970 ontvoerd door stedelijke, communistische guerillero's in Guatemala-stad. Die eisten losgeld en de vrijlating van politieke gevangenen. Ondanks druk van de Duitse regering en van de pauselijke nuntius (von Spreti stamde uit een Beiers, katholiek adellijk geslacht) weigerde de Guatemalteekse regering op de eisen van de ontvoerders in te gaan. Op 5 april werd de ambassadeur vermoord.
De ontvoering van diplomaten was niet ongebruikelijk voor linkse verzetsgroepen in die periode. In hetzelfde jaar werden de West-Duitse ambassadeur in Brazilië en de consul in Spanje ontvoerd, maar zij kwamen wel ongedeerd vrij.